# Ч
La Ч, minuscolo ч, chiamata če, è una lettera dell'alfabeto cirillico. Rappresenta la consonante affricata postalveolare sorda IPA /ʧ/ o /ʧʲ/, come la C dolce italiana in "cena". Deriva dalla fenicia tsade e quindi corrisponde, come la Ц, alla lettera greca san.
| Lettera cirillica | Pronuncia IPA | Trascrizione scientifica | Trascrizione inglese | Trascrizione tedesca | Trascrizione francese |
| ----------------- | ------------- | ------------------------ | -------------------- | -------------------- | --------------------- |
| Ч                 | /ʧ/           | č                        | ch                   | tsch                 | tch                   |